# خديجة جمال
خديجة جمال هي ممثلة مغربية من مواليد مدينة الدارالبيضاء سنة 1935.

## عن حياتها
شاركت في عدة أفلام ومسلسلات مغربية كما كانت مقاومة ضد الاحتلال الفرنسي للمغرب وتعرضت للسجن مرات عديدة، قدمت عددا من المسرحيات مع عدد من الفنانين أمثال الطيب الصديقي، وقد تزوجت من ضابط جزائري يدعى محمد فراح (1921/ 2011) الذي شاركها البطولة في فيلم «الرجوع إلى الاصل» وأقامت مدة في الجزائر تم عادت إلى المغرب لتستأنف العمل الفني فبدأت تعمل في السينما والتلفزيون.

## قائمة أعمالها الفنية
عملت خديجة جمال في مجموعة من المسرحيات وقدمت مجموعة متنوعة من المسلسلات والسيتكومات والأفلام التلفزية وتنوعت في أدوارها بين الأم والزوجة والحمات والمرأة الفلاحة والمغلوبة على امرها. وقدمت التالي:

### مسلسلات
- وجع التراب
- سرب الحمام (ضيفة الحلقات)
- محمد الحياني
- اولاد عمي معاشو
- الطفولة المغتصبة
- صلاة الغائب
- بيضاوة
- علاش لا
- ساعة في الجحيم (ضيفة شرف)

### سيت كومات
- عبد الرؤوف والتقاعد
- لالة فاطمة (الجزء 1)
- لالة فاطمة (الجزء 2)
- لالة فاطمة (الجزء 3)

### أفلام
- البير
- الرجوع إلى الأصل
- الزواج الثاني
- ضد التيار
- بنت الشيخة
- عن البحر والرجال
- الركراكية

### البرامج
- برنامج «أنفاس مسرحية» تكريم لعطائها الفني في المسرح
- برنامج «مسار» تكريم لمسارها في المجال الفني
- برنامج «جارومجرور» ضيفة
- برنامج «الصورة المقلوبة» ضيفة

## وفاتها
أعلن رئيس النقابة الوطنية لمهنيي الفنون الدرامية، يوم 6 أكتوبر، 2018 وفاتها، بعد معاناة طويلة مع المرض وقال على صفحته في الفيس بوك «الفنانة المغربية الكبيرة خديجة جمال في ذمة الله». وتوفت عن سن ناهز 83 عاماً.

## روابط خارجية
- خديجة جمال على موقع قاعدة بيانات الأفلام العربية